# Орден Святых Михаила и Георгия
Наиболее выдающийся орден Святых Михаила и Георгия (англ. The Most Distinguished Order of St. Michael and St. George) — британский рыцарский орден, основанный 28 апреля 1818 года Георгом, принцем Уэльским (позднее Георг IV) во время его пребывания принцем-регентом своего отца, Георга III.
Члены ордена имеют следующие степени старшинства (по убыванию):
- Рыцарь Великого (Большого) Креста (англ. Knight Grand Cross, GCMG) или Дама Великого (Большого) Креста (англ. Dame Grand Cross, GCMG);
- Рыцарь-Командор (англ. Knight Commander, KCMG) или Дама-Командор (англ. Dame Commander, DCMG);
- Кавалер (компаньон) (англ. Companion, CMG).

Орден используется для награждения лиц, совершивших значительные важные услуги, связанные с Содружеством наций или иностранными нациями.
Девиз ордена — Auspicium melioris ævi (с лат. «Признак лучшей эпохи»). Святые-покровители Ордена — Архангел Михаил и Святой Георгий. Один из главнейших символов — св. Михаил разит Сатану.
Орден занимает шестую позицию по старшинству в британской системе наград, после орденов Подвязки, Чертополоха, Святого Патрика, Бани и Звезды Индии.

## История
Орден изначально был создан для увековечивания британского протектората над Ионическими островами (контроль над которыми был получен в 1814 году; в 1817 году острова получили конституцию). Планировалось награждать им «уроженцев Ионических островов и острова Мальта и зависимых от них, и прочих подобных подданных Его Величества, могущих управлять важными и конфиденциальными ситуациями в Средиземноморье».
В 1864 году, однако, протекторат завершился, и Ионические острова стали частью Греции. Статут Ордена был пересмотрен в 1868 году; теперь членами Ордена могли стать те, кто «занимает высокие и конфиденциальные должности в колониальных владениях Его Величества, и в награду за услуги Короне, относящиеся к иностранным делам Империи». Генерал-губернаторы государств Содружества обычно получают звание Рыцаря Великого Креста или Командора либо в начале, либо в конце срока своей службы их в этих должностях, если у соответствующего государства нет своей системы наград. Эта практика была прекращена в Австралии в 1989 году и в Новой Зеландии в 2000 году.
В 1965 году орден был открыт для женщин, первым компаньоном (CMG) стала Эвелин Барк, за службу в Британском Красном Кресте.

## Состав
Британский монарх является Сувереном Ордена и назначает прочих членов Ордена (согласно обычаю, по рекомендации правительства). За ним следует Великий Мастер. Раньше эту должность занимал верховный лорд-комиссар Ионических островов; сейчас, однако, Великие Мастера назначаются Сувереном. В настоящее время Великим Мастером является двоюродный брат королевы Елизаветы II— принц Эдвард, герцог Кентский.
Изначально Орден включал 15 рыцарей Великого Креста, 20 рыцарей-командоров и 25 кавалеров. После нескольких расширений сейчас установлены пределы в 125, 375 и 1750 человек соответственно. Члены королевской семьи в составе Ордена не учитываются, как и «почётные члены» — иностранцы и граждане республик Содружества.
В Ордене шесть офицеров: прелат, канцлер, секретарь, регистратор, герольд и привратник. Герольд Ордена не является членом Геральдической Коллегии, как и многие другие геральдические офицеры. Привратник Ордена называется также Джентльмен Привратник Голубого Жезла; в отличие от такого же офицера Ордена Подвязки (Привратник Чёрного Жезла), он не входит в состав Палаты лордов.

## Одеяния и атрибуты
В важнейших случаях (например, коронации) члены Ордена носят соответствующие сложные наряды.

## Знаки ордена
- Знак Большого креста на цепи
- Звезда рыцаря или дамы Большого креста
- Знак рыцаря-командора

## День награждения
По традиции указ о награждении орденами Святых Михаила и Георгия публикуется в день рождения британского монарха, официальное празднование которого проходит каждый год во вторую или третью субботу июня.

## Примечательные факты
- Иногда шутят, что аббревиатуры значат: «Call Me God» (CMG — «зовите меня Бог»), «Kindly Call Me God»(KCMG — «Прошу звать меня Богом») и «God Calls Me God» (GCMG — «Бог зовёт меня Богом»). Шуточная расшифровка стала широко известна благодаря сериалу «Да, господин министр», но использовалась в дипломатических кругах задолго до того.
- В 1919 году кавалером ордена стал белый «генерал Харьков», а за необнаружением оного ввиду его несуществования — командующий Добрармией Владимир Май-Маевский.
- В 1953 году «кавалером Ордена Св. Михаила и Георгия» по книге стал герой романов Яна Флеминга — агент британской разведки Джеймс Бонд (упомянуто в романе «Из России с любовью»).
- В 2007 году за «заслуги в деле безопасности Соединенного Королевства» звание Компаньона ордена Святых Михаила и Георгия (CMG) получил бывший резидент КГБ СССР в Соединённом Королевстве Олег Гордиевский[3][4], который более десяти лет являлся самым важным секретным агентом Великобритании в недрах КГБ в последние годы холодной войны.